# Само (Италия)
Само (итал. Samo) — коммуна в Италии, располагается в регионе Калабрия, в провинции Реджо-Калабрия.
Население составляет 1097 человек (2008 г.), плотность населения составляет 19 чел./км². Занимает площадь 50 км². Почтовый индекс — 89030. Телефонный код — 0964.
Покровителем коммуны почитается святой Иоанн Креститель, празднование 29 августа.

## Демография
Динамика населения:

## Администрация коммуны
- Официальный сайт: http://www.tuttosamo.it/